# 沖森源一
沖森 源一（おきもり げんいち、1899年8月25日 - 1951年8月14日）は、大正・昭和期の内務官僚・政治家。最終学歴は高等小学校ながら、高等文官試験に合格して内務官僚となり、最後は佐賀県知事を務めた。

## 経歴
広島県御調郡市村（現在の尾道市）出身。高等小学校卒業後、苦学の末に高等文官試験に合格して内務省へ入った。香川県経済部長・岡山県経済部長・長野県内務部長を歴任後、1945年10月27日に官選知事として佐賀県知事に就任した。ところが翌1946年7月8日になって食糧供出に非協力的であるとして更迭された。その後、新憲法下の最初の知事選挙に立候補し、沖森の後任官選知事であった戸沢盛男らを破って当選を果たした。在任中は佐賀県における戦後改革に務めたが、在任中に県庁舎が火事で焼失し、その再建に奔走するなど苦労が重なった。ところが、1951年になって再選を目指す沖森に対抗すべく、反対派によって鹿島藩藩主家の鍋島直紹が擁立される。知事選は沖森と鍋島の一騎討ちとなったが、地元の名家出身である鍋島に敗れ、間もなく病死した。